# Oodi
Oodi es una ciudad situada en el Distrito de Kgatleng, Botsuana. Se encuentra a 20 km al noroeste de Gaborone.Tiene una población de 5.687 habitantes, según el censo de 2011.